# Siphocampylus fulgens
Siphocampylus fulgens är en klockväxtart som beskrevs av Lebas. Siphocampylus fulgens ingår i släktet Siphocampylus och familjen klockväxter. Inga underarter finns listade i Catalogue of Life.